# Deer Valley
Deer Valley est une station de sports d'hiver située dans les montagnes Wasatch, à Park City, dans le nord de l'Utah. Il s'agit d'une station très connue sur le continent nord-américain, avec une particularité : l'interdiction du snowboard. Deer Valley étant réputée la station la plus huppée des États-Unis, cette interdiction répond selon ses responsables au fait que les snowboarders y sont perçus comme grossiers, dangereux et irrespectueux.
Lors des Jeux olympiques d'hiver de 2002 à Salt Lake City, Deer Valley a accueilli les compétitions de ski acrobatique (bosses et sauts), ainsi que le slalom de ski alpin. La station a également accueilli des étapes de Coupe du monde de ski acrobatique à de nombreuses reprises depuis 2000.